# OpenOffice Impress
OpenOffice Impress — застосунок підготовки презентацій, входить до складу офісного пакету Apache OpenOffice. Здатний створювати PDF файли з презентацій, а крім того, експортувати їх у формат Macromedia Flash (SWF), що дає можливість проглядати їх на будь-якому комп'ютері з інстальованим Flash-програвачем. Може показувати, редагувати і зберігати файли в декількох форматах, включаючи формат .ppt, який використовується в Microsoft PowerPoint.
У програмі явно недостатньо готових презентацій, проте численні шаблони, зроблені користувачами, доступні в Інтернеті.
Користувачі OpenOffice.org Impress можуть встановити Open Clip Art Library, яка містить велику галерею зображень для використання в презентаціях і малюнках. Дистрибутиви GNU/Linux Debian, Gentoo і Ubuntu містять пакет openclipart готовий для викачування і інсталяції з їх онлайнових репозітаріїв програмного забезпечення.

## Виноски
1. ↑  Архівована копія. Архів оригіналу за 10 листопада 2010. Процитовано 29 квітня 2008.{{cite web}}:  Обслуговування CS1: Сторінки з текстом «archived copy» як значення параметру title (посилання)
2. ↑  http://www.newsforge.com/article.pl?sid=04/12/02/1544200%5Bнедоступне+посилання+з+червня+2019%5D

### Шаблони та ресурси
- Шаблони для OO Impress на OOExtras(англ.)
- Зразки шаблонів презентацій [Архівовано 28 квітня 2009 у Wayback Machine.] зі сайту офіційної документації OO [Архівовано 10 листопада 2010 у Wayback Machine.]
- Шаблони презентацій на сайті «Технології Chih-Hao Tsai» [Архівовано 3 квітня 2011 у Wayback Machine.](англ.)
- Архів презентації [Архівовано 25 січня 2010 у Wayback Machine.] на сайті розширень для OpenOffice [Архівовано 14 жовтня 2007 у Wayback Machine.]

## Дивись також
Beamer — створення презентацій в LyX/LaTeX